# 米菓
米菓（べいか）とは、米から作った菓子。もち米を原料とする「あられ類」とうるち米を原料とする「せんべい類」の総称である。

## 概要
米菓にはもち米を原料とするもの（あられ類）と、うるち米を原料とするもの（せんべい類）がある。
全国米菓工業組合では、もち米を原料とするものをあられ、おかき、揚げ餅の3つに分類している。主として小型のものを「あられ」、大型のものを「おかき」と称している。
一方、うるち米を原料とするものを「せんべい類」という。ただし、「煎餅」と称するものには小麦粉を用いたもの（小麦粉せんべい）もあり、分類上これらは米菓には含まれない。

## 米菓の種類

### もち米原料
- あられ
  - 柿の種
- おかき - かき餅の女房言葉[3]。
- 揚げ餅

### うるち米原料
- 煎餅
  - 焼きせんべい
    - 草加型（草加煎餅）
    - 新潟型
    - ぬれせんべい

  - 揚げせんべい

全国米菓工業組合の分類では「せんべい類」は、焼きせんべいと揚げせんべいに分けられ、さらに焼きせんべいを草加型（かため）、新潟型（ソフト）、ぬれせんべいに分類している。伝統的な草加型のせんべいは堅焼きで腹持ちの良さを特徴とするのに対し、1960年代以降に開発された新潟型はソフトな食感で腹にたまらず連食性を高めている点を特徴とする。
なお、小麦粉を原料とする磯部せんべい（あるいは炭酸せんべい）、かわらせんべい、南部せんべいは小麦粉せんべいに分類されており米菓とは区別されている。

### その他
- 久助 - 米菓の製造過程で出る規格外の煎餅やあられなどを集めた割れ菓子。

## 米菓を製造する会社

### 新潟県内
※ 五十音順
- アジカル（新潟市江南区） - 地域限定商品の製造。亀田製菓の100%子会社[5]
- 阿部幸製菓（新潟県小千谷市） - かきたね。
- 岩塚製菓（新潟県長岡市） - えびカリ。 ジャスダック上場企業。中国旺旺との関係が深い。
- 越後製菓（新潟県長岡市） - ふんわり名人。「越後侍」のCMで知られる。
- 亀田製菓（新潟市江南区） - ハッピーターン。 東証一部上場企業。
- 栗山米菓（新潟市北区） - ばかうけ。ブランド名は「Befco」。
- 三幸製菓（新潟市北区） - 雪の宿、ミニサラダ。
- 末広製菓（新潟市西蒲区） - 山崎製パンの100%子会社。
- 竹内製菓（新潟県小千谷市） - 越のくちどけ餅。
- 浪花屋製菓（新潟県長岡市） - 「柿の種」の元祖。
- ブルボン（新潟県柏崎市） - 羽衣あられ、チーズおかき、ピッカラ。 東証二部上場企業。
- 雪国あられ（新潟市中央区） - 雪国あられ。

### その他の地域

#### 北海道
- 北菓楼（北海道砂川市） - 北海道開拓おかき。
- 北海道米菓フーズ（北海道旭川市） - 北海道の素材にこだわったおかき。

#### 東北
- 秋田いなふく米菓（秋田県秋田市） - 山崎製パンの子会社。江崎グリコの米菓「コメッコ」を製造している。
- でん六（山形県山形市） - でん六豆。
- 蔵王米菓（山形県村山市） - 酒粕せんべい。
- 酒田米菓（山形県酒田市） -　オランダせんべい。
- 松倉（宮城県大崎市）

#### 関東
- 日新製菓（栃木県宇都宮市） - 亀田製菓の子会社[5]
- 木村（栃木県宇都宮市） - 木村のかきもち。
- 丸彦製菓（栃木県日光市）
- ホンダ製菓（埼玉県川越市）
- 菓道（茨城県常総市） - 餅太郎。
- 風見米菓（茨城県猿島郡境町）
- 銚子電気鉄道（千葉県銚子市） - 銚電のぬれ煎餅。
- 天乃屋（東京都武蔵村山市） - 歌舞伎揚。
- 米と炭（東京都中央区） - 紀文食品のグループ会社である豊珠興産のブランド。
- 三真（東京都江戸川区） - ラッキーマヨネーズ。
- 美濃屋あられ製造本舗（神奈川県横浜市）
- 金吾堂製菓 (東京都中野区)

#### 中部
- 北陸製菓（石川県金沢市） - ビーバー。
- 吉村甘露堂（福井県大野市） - よしむらおかき。
- きらら（岐阜県揖斐郡大野町） - コンフェックスグループ。チーズのり巻、十勝カマンベールチーズあられ。

#### 近畿
- マスヤ（三重県伊勢市） - おにぎりせんべい、ピケ8。赤福の関連会社。
- 風味堂（三重県松阪市） - たがね餅。
- 京都・六角 蕪村菴  (京都府京都市) - 蕪村あられ春秋、青磯のかほり、つらね詩
- 小倉山荘（京都府長岡京市）
- 吉川商店（京都市伏見区） - 観月あられ。
- とよす（大阪府池田市） - とよすのひなあられ。亀田製菓の子会社[5]
- ぼんち（大阪市淀川区） - ぼんち揚、ピーナツあげ。日清食品ホールディングスの子会社。
- 大阪前田製菓（大阪府藤井寺市） - 「あたり前田のクラッカー」で知られる前田製菓とは別会社。
- 植垣米菓（神戸市長田区） - 鶯ボール。
- 播磨屋本店（兵庫県豊岡市）はりま焼

#### 中国・四国
- 寿製菓（鳥取県米子市） - 寿スピリッツの子会社。
- 東陽製菓（愛媛県西条市） - 喜左衛門本舗。

#### 九州
- もち吉（福岡県直方市） - 餅のおまつり。
- 木村（熊本市南区） - 木村のあられ。
- 山本米菓 (宮崎県宮崎市) -   ふる里あられ、よもぎあられ、生姜あられ。工場直売もしている。

### かつて存在した会社
- 新野製菓（新潟県小千谷市） - 2010年4月12日付で事業を停止。「名作」は越後製菓に引き継がれた。
- みながわ製菓（新潟県上越市） - 2016年9月1日、業務停止[6]。「とうがらしの種」は越後製菓に引き継がれた。
- 福屋製菓（石川県白山市） - 2013年9月20日、自己破産により業務停止。「ビーバー」は北陸製菓に引き継がれた。
- 日東あられ新社（岐阜県揖斐郡池田町） - 2012年1月11日、特別清算。サンヨー食品の支援を受けたが自主廃業した。「サラダセブン」は越後製菓に引き継がれた。

## 米菓メーカー売上高ランキング 2019年度
| 順位 | 社名       | 所在地 | 売上高（億円） |
| ---- | ---------- | ------ | -------------- |
| 1位  | 亀田製菓   | 新潟   | 770            |
| 2位  | 三幸製菓   | 新潟   | 558            |
| 3位  | 岩塚製菓   | 新潟   | 224            |
| 4位  | もち吉     | 福岡   | 222            |
| 5位  | 栗山米菓   | 新潟   | 200            |
| 6位  | ぼんち     | 大阪   | 102            |
| 7位  | 小倉山荘   | 京都   | 98             |
| 8位  | 天乃屋     | 東京   | 72             |
| 9位  | アジカル   | 新潟   | 67             |
| 10位 | 越後製菓   | 新潟   | 61             |
| 11位 | 丸彦製菓   | 栃木   | 52             |
| 12位 | マスヤ     | 三重   | 51             |
| 13位 | 阿部幸製菓 | 新潟   | 48             |
| 14位 | ブルボン   | 新潟   | 45             |
| 15位 | 播磨屋本店 | 兵庫   | 43             |

- 「食品新聞」米菓メーカーランキングを元に岩塚製菓が作成。（2019年度）[7]
- 越後製菓、マスヤ、阿部幸製菓、ブルボンは米菓のみ。